# バスケットボールペルー代表
バスケットボールペルー代表（Peru national basketball team）は、ペルーバスケットボール連盟により国際大会に派遣されるペルーのバスケットボールナショナルチームである。

## 歴史
ベルリン五輪や第1回世界選手権にも出場するなど、1960年代までは国際大会の常連であったが、1970年代以降は低迷が続き、アメリカ選手権でさえ顔を出せないでいる。

## 過去の国際大会成績

### オリンピックの成績
- 1936年：8位
- 1948年：10位
- 1964年：15位

### ワールドカップの成績
- 1950年：7位
- 1954年：12位
- 1963年：12位
- 1967年：10位